# Amalosia
Amalosia is een geslacht van hagedissen die behoren tot de gekko's (Gekkota) en de familie Diplodactylidae. Er zijn vier verschillende soorten die verschillen in uiterlijk en verspreidingsgebied.

## Naam en indeling
De wetenschappelijke naam van de groep werd voor het eerst voorgesteld door Richard Walter Wells en Cliff Ross Wellington in 1983. De soorten behoorden eerder tot het geslacht Oedura.

## Uiterlijke kenmerken
De hagedissen bereiken een lichaamslengte van ongeveer zes tot acht centimeter. exclusief de staart. De staart is bijna rond, het lichaam en de kop daarentegen zijn afgeplat. De ogen zijn relatief groot en hebben een verticale pupil. De lichaamskleur is grijs tot bruin met een lichtere vlekkerige zigzagstreep op het midden van de rug. Tussen de tenen zijn vaak vliezen aanwezig. De schubben zijn klein en hierdoor doet de huid zacht aan, in andere talen woerden de dieren wel 'fluweelgekko's (velvet gecko's) genoemd.

## Verspreiding en habitat
De hagedissen komen endemisch voor in delen van Australië en leven in de deelstaten New South Wales, Noordelijk Territorium, Queensland en West-Australië. De habitat bestaat uit droge tropische en subtropische bossen en scrublands, gematigde bossen, rotsige omgevingen en grotten. Ook in door de mens aangepaste streken zoals landelijke tuinen en stedelijke gebieden kunnen de hagedissen worden gevonden.

## Beschermingsstatus
Door de internationale natuurbeschermingsorganisatie IUCN is aan alle soorten een beschermingsstatus toegewezen. De hagedissen worden beschouwd als 'veilig' (Least Concern of LC).

## Soorten
Het geslacht omvat de volgende soorten, met de auteur en het verspreidingsgebied.
| Naam               | Auteur                      | Verspreidingsgebied                                                             |
| ------------------ | --------------------------- | ------------------------------------------------------------------------------- |
| Amalosia jacovae   | Couper, Keim & Hoskin, 2007 | Australië (Queensland)                                                          |
| Amalosia lesueurii | Duméril & Bibron, 1836      | Australië (New South Wales, Queensland)                                         |
| Amalosia obscura   | King, 1985                  | Australië (West-Australië)                                                      |
| Amalosia rhombifer | Gray, 1845                  | Australië (New South Wales, Noordelijk Territorium, Queensland, West-Australië) |